# Broomhaugh and Riding
 (février 2024).
Broomhaugh and Riding est une paroisse civile du Northumberland, en Angleterre. La population de la paroisse civile au recensement de 2011 était de 966 habitants.